# Dichogama
Dichogama é um gênero de mariposa pertencente à família Crambidae.